# Landsberg am Lech (huyện)
Landsberg am Lech là một huyện ở bang Bayern, Đức. Huyện này giáp các huyện (từ phía bắc theo chiều kim đồng hồ): Aichach-Friedberg, Fürstenfeldbruck, Starnberg, Weilheim-Schongau, Ostallgäu và Augsburg.
Huyện Landsberg đã được lập năm 1938 là đơn vị kế tục của đơn vị khác (Bezirksamt). Trong cuộc cải cách hành chính năm 1972. Huyện có địa giới như ngày nay

## Thị xã và đô thị
| Thị xã               | Đô thị | |
| -------------------- | --- | --- |
| 1. Landsberg am Lech | 1. Apfeldorf 2. Denklingen 3. Dießen am Ammersee 4. Eching am Ammersee 5. Egling an der Paar 6. Eresing 7. Finning 8. Fuchstal 9. Geltendorf 10. Greifenberg 11. Hofstetten 12. Hurlach 13. Igling 14. Kaufering 15. Kinsau | 1. Obermeitingen 2. Penzing 3. Prittriching 4. Pürgen 5. Reichling 6. Rott 7. Scheuring 8. Schondorf 9. Schwifting 10. Thaining 11. Unterdießen 12. Utting 13. Vilgertshofen 14. Weil 15. Windach |